# Poirier de Chine
Pyrus calleryana
Espèce
Classification phylogénétique
Le poirier de Chine (Pyrus calleryana) est une espèce de plantes dicotylédones de la famille des Rosaceae, originaire de Corée et du Japon. Il doit son nom latin et anglais (Callery pear) à un missionnaire français nommé Joseph-Marie Callery qui le ramena de Chine en 1858.

## Description
C'est un arbre à feuilles caduques au port naturellement érigé pouvant mesurer de 15 à 20 m de haut.
Son écorce grise est rugueuse et fissurée.
Les feuilles brillantes vert foncé alternées mesurent de 4 à 7 cm de long, ont un long pétiole et virent au rouge vif en automne.
Les fleurs blanches de 2 à 3 cm de diamètre et à 5 pétales apparaissent au début du printemps avant les feuilles. Elles sont légèrement malodorantes.

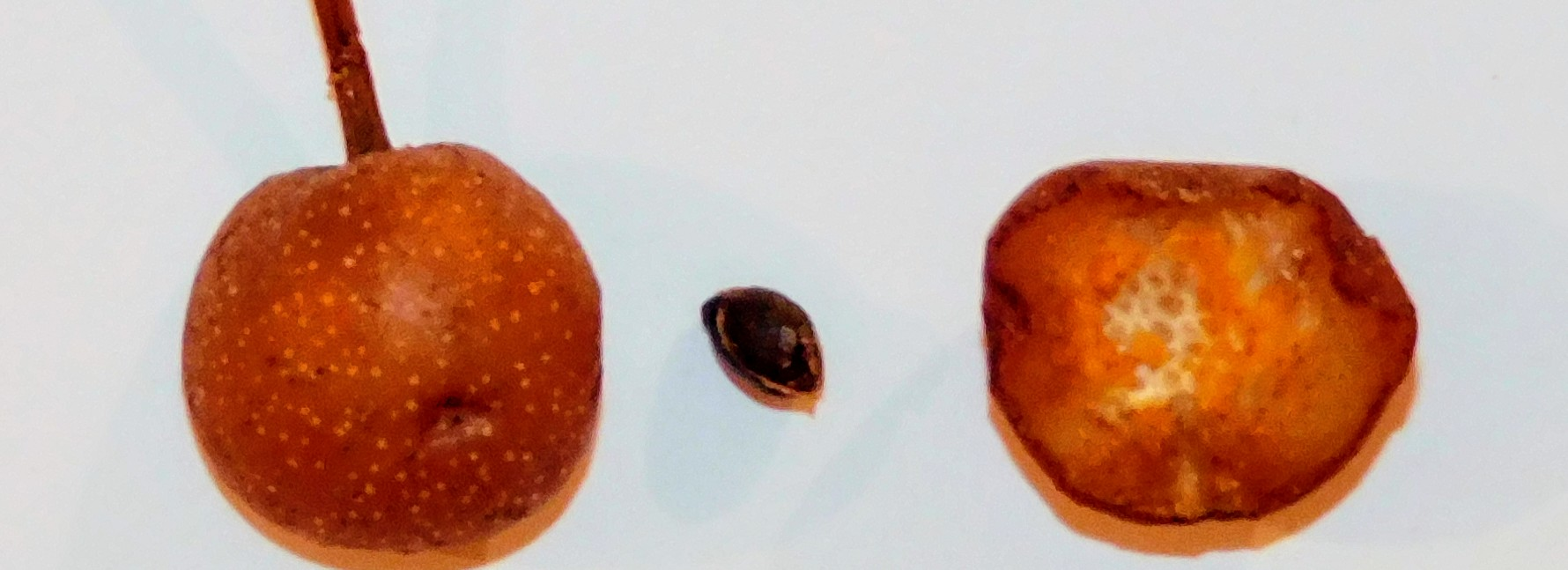
Fruit et pépins

Le fruit comestible ressemble à une pommette marron très dure de 1 cm de diamètre. Il se ramollit après une période de gel, mais reste très aigre et sans intérêt gustatif. Il contient une ou deux petites graines. En Chine, c'est à son petit fruit que l'arbre doit son surnom d'arbre « à haricot ».

### Cultures
Pyrus calleryana est un arbre hermaphrodite rustique (jusqu'à -25 °C, zone USDA 5), vigoureux et peu regardant sur le type de sol. De croissance rapide, il peut donner ses premiers fruits dès sa troisième année. À l'état naturel, P. calleryana est un arbre à rameau épineux mais de nombreux cultivars sont inermes.
Il a une période de dormance assez courte et conserve ses feuilles longtemps en automne.
Il tolère l'ombre mais a besoin d'une exposition ensoleillée pour bien fructifier.
Certains cultivars, comme « Bradford », sont résistants au feu bactérien, au phytophthora, au chancre du collet et peu sensibles au dépérissement du poirier.

### Propagation
P. calleryana se reproduit facilement par semis. On obtient en moyenne 10 % d'arbres faibles particulièrement sujets au dépérissement du poirier et il est important de les éliminer.
Il se propage également bien par bouture prélevée au printemps ou en fin d'automne avant que l'arbre soit complètement dormant.

## Utilisation
Pyrus calleryana fut initialement introduit en Amérique du Nord dans le cadre de programme de croisement génétique afin de créer des poiriers domestiques disposant de la résistance au feu bactérien de certaines variétés de P. calleryana. Ce fut un échec, mais en raison de sa très belle floraison printanière et de son beau feuillage rouge en automne, le poirier de Chine a été, depuis 1950, « reconverti » en arbre d'ornement principalement dans toute l'Amérique du Nord, puis en Europe. L'espèce n'a pourtant pas que des avantages. En raison de la grande dispersion de ses graines par les oiseaux et de sa grande tolérance à tous types de sols et de climats, P. calleryana s'est aujourd'hui tellement propagé aux États-Unis qu'il y est désormais considéré comme une espèce invasive.

### Porte-greffe
On utilise les semis de Pyrus calleryana comme porte-greffe pour de nombreuses variétés de poirier commun et surtout de nashi. Il est aussi particulièrement adapté aux variétés Comice, Bosc, et Seckel. Il est surtout utilisé en Chine et plus récemment aux États-Unis et au Japon.
Ce porte-greffe tolère des sols plus humides que le porte-greffe OHxF ou le cognassier. L'arbre fructifie plus vite et donne des fruits plus gros mais peut avoir un comportement irrégulier. À maturité, l'arbre est légèrement plus petit qu'un semis de Pyrus communis. Il est intéressant en climat chaud et terre sableuse ; s'adapte bien en France.

## Variétés

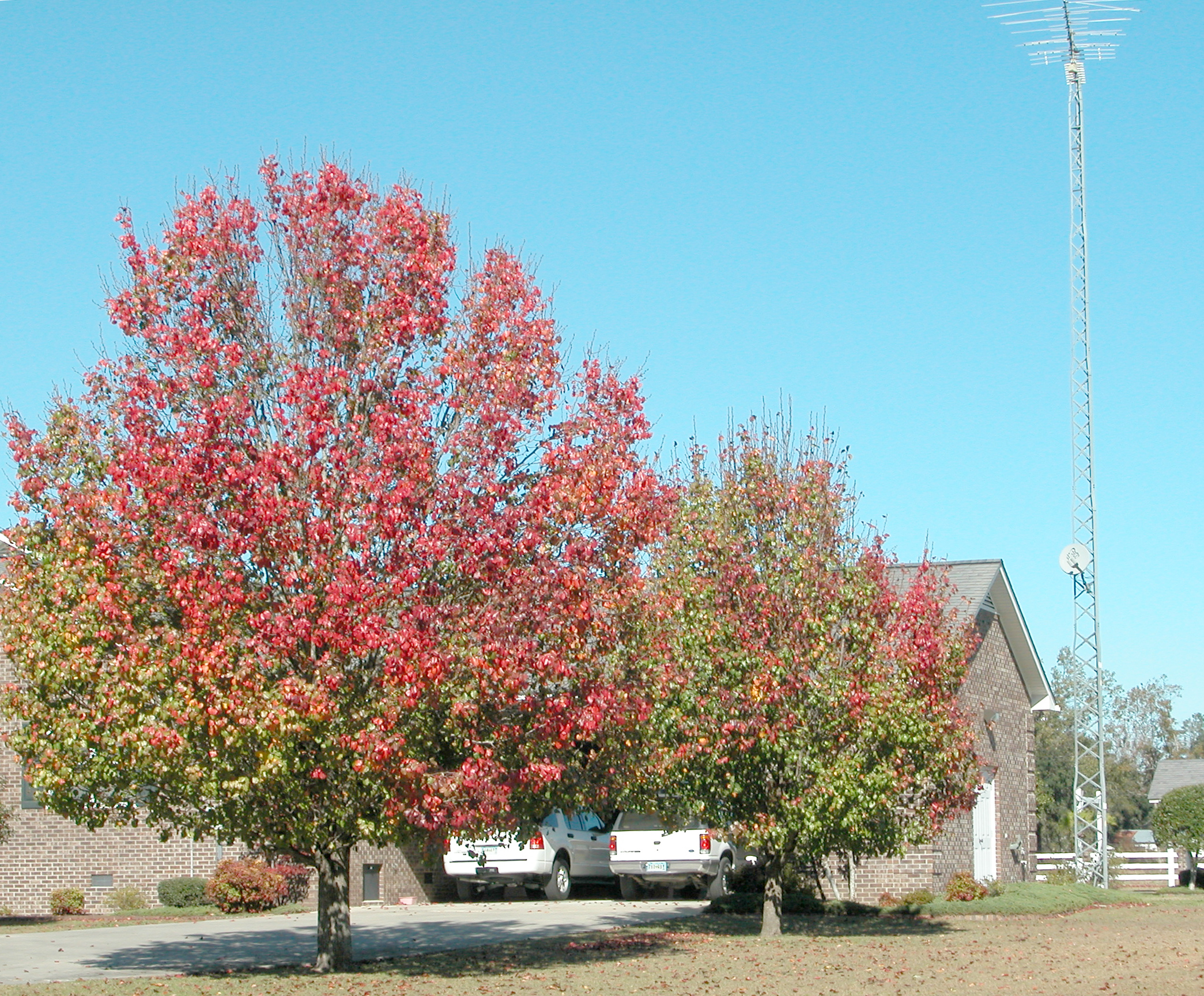
Couleurs d'automne de la variété 'Bradford'

Il existe de nombreux cultivars tels que « Bradford » (le poirier de Bradford, l'un des plus répandus), « Capital », « Chanticleer », « Red spire », « Aristocrat », « Autumn Blaze », « Cleveland Select », « Fauriei » ou « Whitehouse ». Les quatre premiers sont les plus résistants au feu bactérien et font donc de meilleurs porte-greffes pour les variétés de poires sensibles telles que la passe-crassane.
« Bradford », a un port érigé qui le rend intéressant en zone urbaine mais, du fait de sa ramification anguleuse, s'élargissant avec l'âge, il est également assez fragile et résiste mal aux tempêtes de neige ou aux grands vents. De plus, sa durée de vie ne dépasse pas 25 ans, c'est pourquoi on lui préfère désormais des variétés plus résistantes telles que « Cleveland Select ». En Europe, c'est la variété « Chanticleer », à forme conique très érigée, s'élargissant un peu avec l'âge, qui a été la plus plantée durant les dernières décennies, elle se rencontre très couramment dans les villes et divers aménagements publics ou privés de nos jours.

## Arbres remarquables
L'arbre qui a survécu aux attentats du 11 septembre 2001 à Manhattan est un Pyrus calleryana.